# Vulpes vulpes alpherakyi
Vulpes vulpes alpherakyi es una subespecie de  mamíferos carnívoros  de la familia Canidae.

## Distribución geográfica
Se encuentra en el Turquestán.